# 詩麗那國家公園
詩麗那國家公園位於泰国南部的普吉府，面對安达曼海。該公園原名奈楊國家公園，1992年8月，為慶祝诗丽吉王后60歲生日，奈楊國家公園改名為詩麗那國家公園。詩麗那國家公園成立於1981年7月，為泰國第31個國家公園。2021年泰國提報「安達曼海自然保護區」為世界遺產預備名單，包含6處國家公園與保護區，詩麗那國家公園為其中之一。

## 地理
詩麗那國家公園位於普吉島西北部，行政區域歸屬於塔廊縣，面對安達曼海。公園的總面積為90平方（35平方英里），其中海洋面積為68平方（26平方英里），陸地面積為22平方（8.5平方英里）。公園位於普吉市北方約30（19英里）處，毗鄰布吉國際機場。

### 氣候
詩麗那國家公園依據柯本气候分类法為热带季风气候。平均年降雨量為3,810（150英寸），雨量分布以2月80（3.1英寸）最少，7月457（18.0英寸）最多。年平均溫度為28.1 °C（82.6 °F），各月份溫度變化不大，平均溫度最高為5月29.1 °C（84.4 °F），最低為1月27.1 °C（80.8 °F）。每日當中最高與最低溫度變化不大，夏季最高與最低溫差距約為1°C，冬天約為4°C。全年平均相對溼度為80%，各月當中濕度變化不大，1月83%最高，5月78%最低。

## 生態
詩麗那國家公園大部分的植被類型為海灘森林，另外有約1平方（0.39平方英里）的红树林。海灘森林中最主要的物種為木麻黃，其他包括恆春黃槿、欖仁樹、滨玉蕊、白千層、红厚壳、林投、無憂樹、閻浮樹、第倫桃等。紅樹林主要的物種包括紅茄苳、海榄雌、木榄、正紅樹、木果楝、榄李、銀葉樹等。
在邁拷海灘外海500－700公尺處有長約1.2公里的近岸裙礁，面積為101公頃（250英畝），該區域統計有52種石珊瑚，以及海菖蒲、泰來草、丝粉藻、喜盐草等海草。
詩麗那國家公園內的動物以鳥類居多，估計有130種鳥類，特色鳥類包括红树八色鸫、綠蓑鳩、褐翅翡翠、黑鸣鹃鵙、家鴉、灰黃啄木鳥、條紋胸啄木鳥、棕腹地鵑、紅尾縫葉鶯、黑红阔嘴鸟、斑皇鳩、绿皇鸠。其他的動物包括巨蜥、竹葉青、烏龜、彈塗魚等。

## 保護與旅遊
詩麗那國家公園前身為奈楊國家公園，在1981年7月13日由泰國政府宣布為國家公園，為泰國第31個國家公園。1992年8月，為慶祝诗丽吉王后60歲生日，泰國政府將奈楊國家公園改名為詩麗那國家公園。2021年泰國提報「安達曼海自然保護區」為世界遺產預備名單，包含6處國家公園與保護區，詩麗那國家公園為其中之一。
詩麗那國家公園為棱皮龜的棲息地，根據2003年至2013年的監測，發現海龜共產下166個蛋，比起此地北邊不遠處的考隆比－合泰孟國家公園少甚多，主要因為海灘附近設立大量度假村，影響了海龜的棲息地，2014－2019年沒有發現海龜產卵。由飯店業者捐助成立「邁拷海龜基金會」（Mai Khao Marine Turtle Foundation）進行海龜復育。2020年1月10日，一隻棱皮龜在奈通海灘產卵，當局將巢穴與蛋轉移至奈楊海灘安全的地方，派員日夜守護，後順利誕生多隻棱皮龜。
詩麗那國家公園以白色沙灘與飛機低空掠過海灘起降的景色而聞名，公園附近商店與度假村遍布，是一個商業氣息濃厚的觀光勝地。公園內從北至南有賽郜（Sai Kaeo）海灘、邁拷（Mai Khao）海灘、奈楊（Nai Yang）海灘、奈通（Nai Thon）海灘。賽郜海灘在公園的最北端，鄰近連接攀牙府與普吉府的沙拉信橋；邁拷海灘由布吉國際機場附近往北延伸9－10公里，是普吉島最長的海灘。當地曾經是海龜的重要棲息地，後來在附近的度假村開發後，便不見海龜蹤影；奈揚海灘在普吉國際機場以南、遊客中心附近，海灘長度約2公里，周圍有許多商店與度假村；奈通海灘在奈揚海灘南方，周圍也有一些度假村。

## 圖集

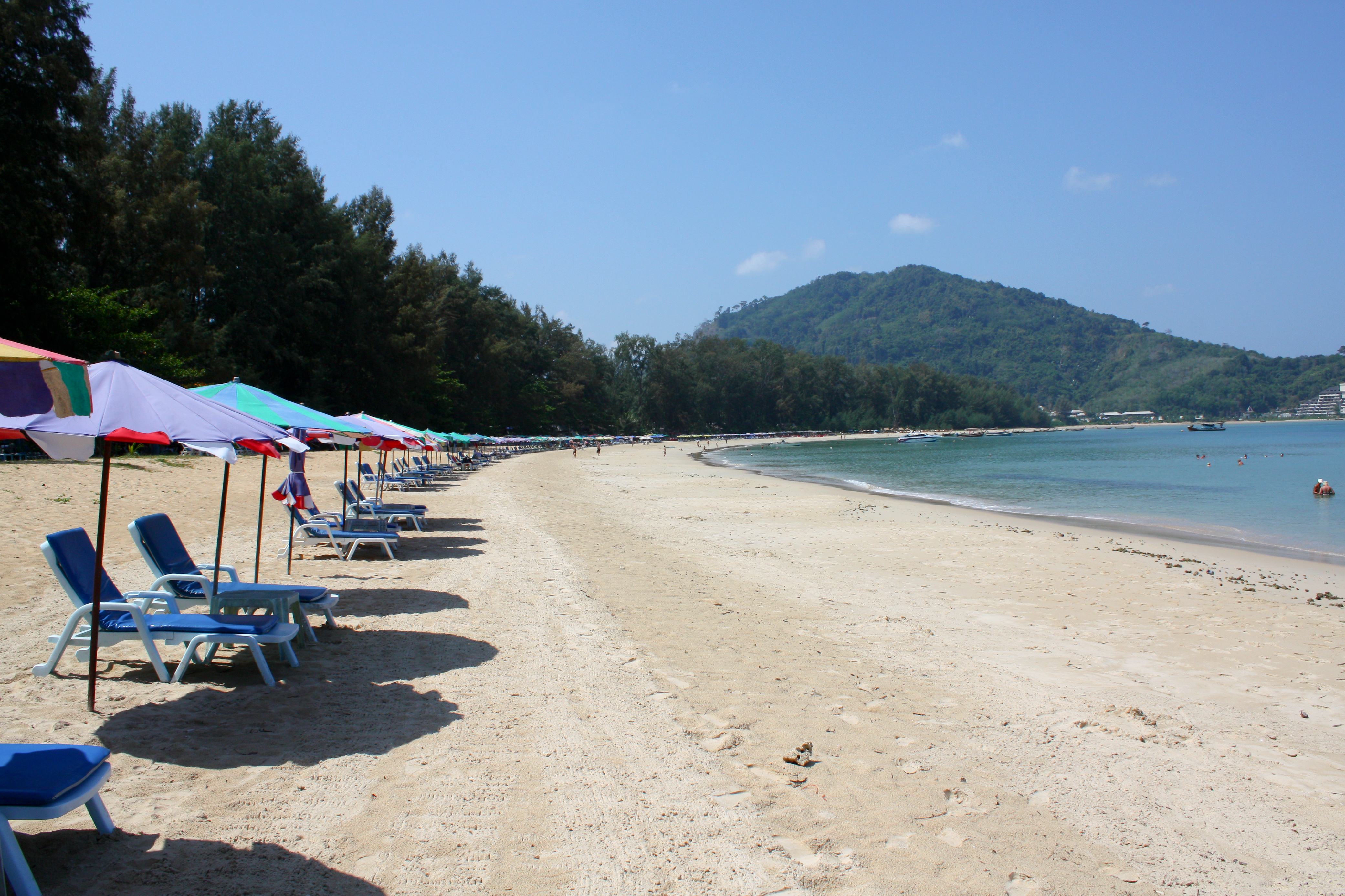
奈楊海灘
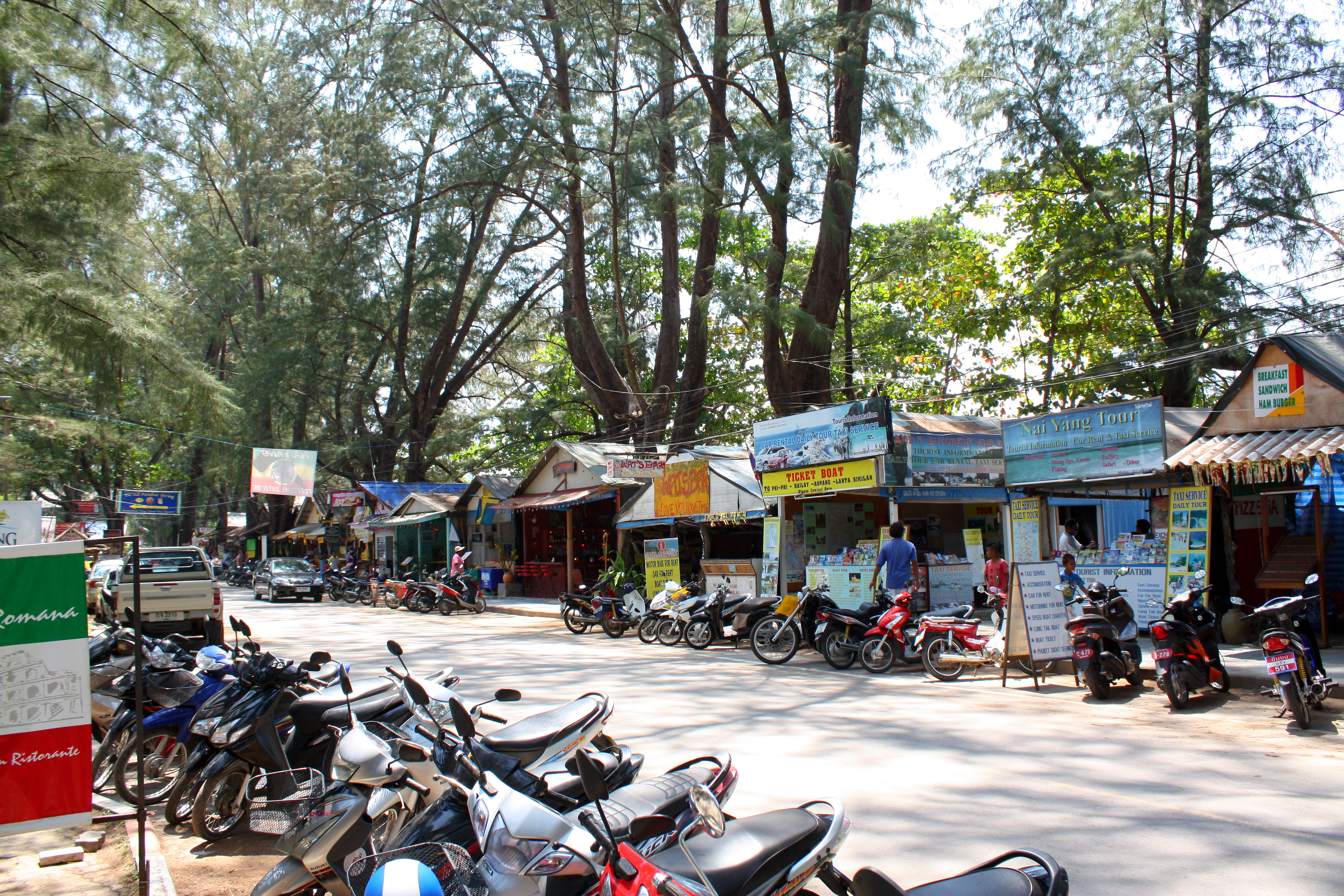
奈楊海灘後方商家聚集
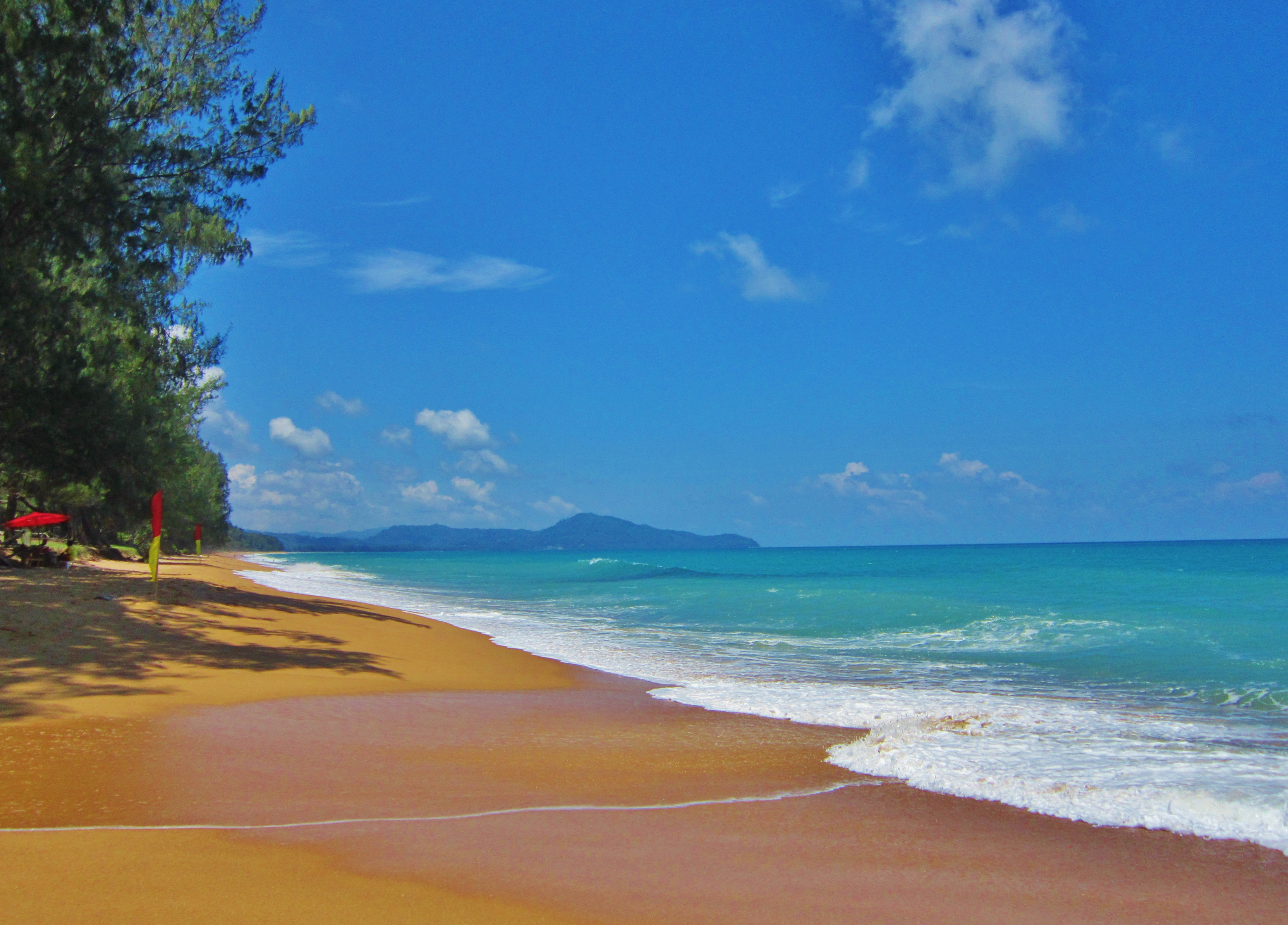
邁拷海灘
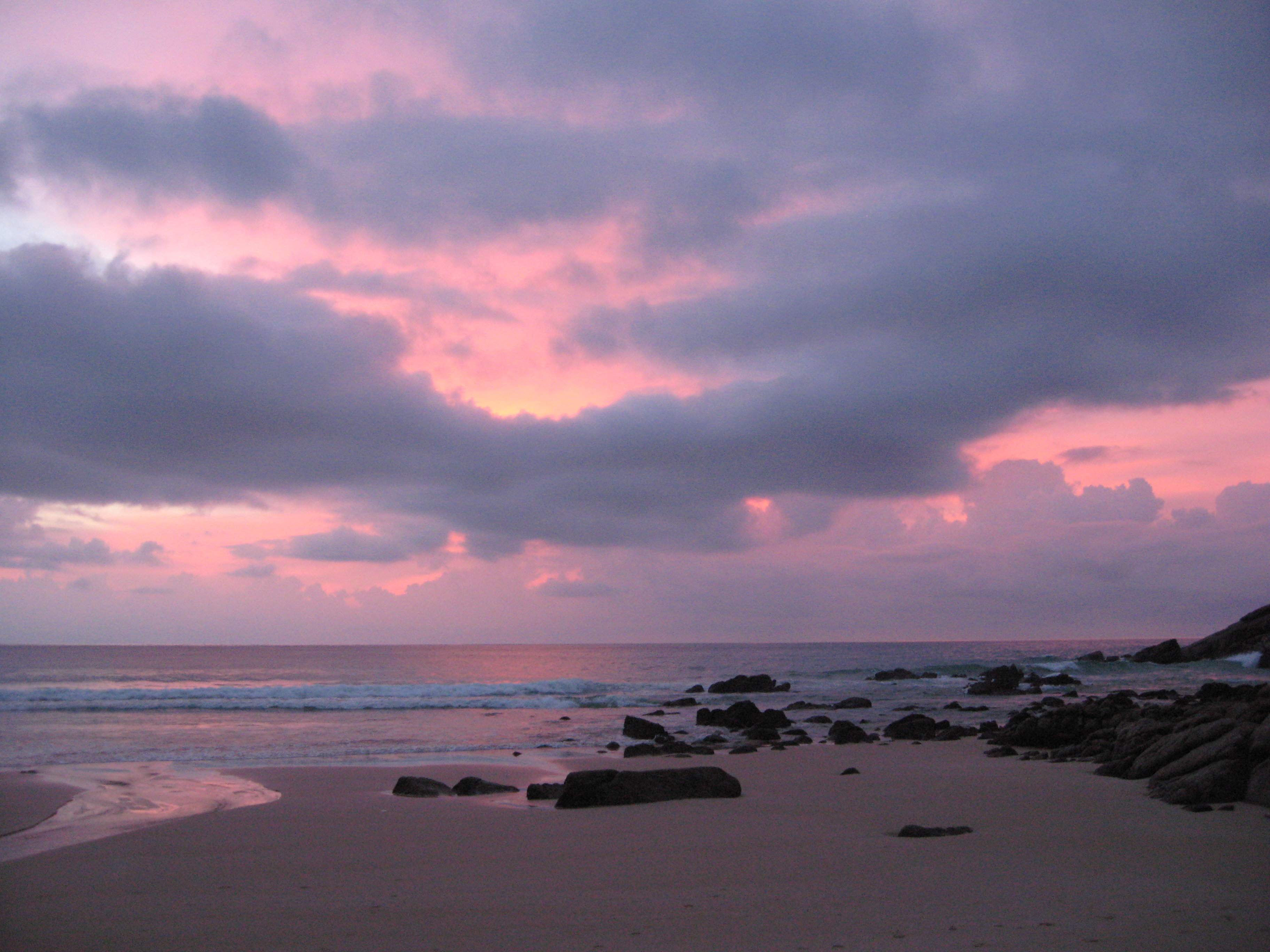
奈通海灘

## 外部連結
- 泰國觀光局－詩麗那國家公園 （页面存档备份，存于）（英文）
- Thai National Parks－詩麗那國家公園 （页面存档备份，存于）（英文）